# 1717

## Събития
- 27 май – Нова Гранада става самостоятелно вицекралство на Испания.

## Родени
- 13 май – Мария Тереза, австрийски монарх
- 24 септември – Хорас Уолпоул, английски писател и общественик
- 5 октомври – Мари-Ан дьо Шатору, френска благородничка
- 16 ноември – Жан Лерон д'Аламбер, френски математик, физик и философ

## Починали
- 23 февруари – Магнус Стенбок, шведски генерал